# Titan (famiglia di razzi)
Il Titan è una famiglia di razzi vettori statunitensi non riutilizzabili. I Titan più recenti sono chiamati Titan-Centaur perché utilizzano un ultimo stadio Centaur. In passato esisteva anche la versione Titan-Agena, in cui l'ultimo stadio era costituito da un razzo Agena.
La maggior parte dei razzi vettore Titan sono derivati dal missile balistico intercontinentale (ICBM) Titan II. 

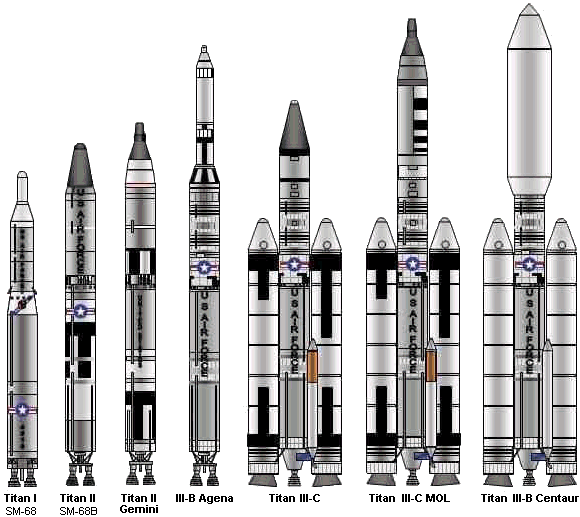
Famiglia dei missili Titan.

## Titan I
Il Titan I fu la prima versione del Titan. Iniziò come un progetto ICBM di riserva nel caso che il razzo Atlas fosse ritardato. Era un razzo a due stadi, alimentato da RP-1 e ossigeno liquido (LOX). I razzi Atlas e Titan I che usavano il carburante RP-1/LOX erano piuttosto lenti in queste operazioni: occorreva circa mezz'ora per riempirli di carburante.
L'ossigeno liquido è molto pericoloso in un ambiente chiuso, come nel silos di un missile. Numerosi razzi Atlas e Titan I sono esplosi, distruggendo il loro Silos. La Martin Company riuscì a migliorare il progetto col Titan II. Il LOX/RP-1 fu rimpiazzato da un carburante più stabile. Furono riutilizzati gli stessi motori per il primo stadio, con piccole modifiche. Il diametro del secondo stadio fu allargato fino a diventare uguale a quello del primo. I carburanti ed ossidanti del Titan II bruciano per contatto quando sono mescolati. Anche se meno dell'ossigeno liquido, anche questi erano pericolosi in uno spazio chiuso, e vi furono alcuni incidenti che causarono anche dei morti: nell'agosto del 1965 53 lavoratori furono uccisi nell'Arkansas quando il carburante di un Titan II, nel cui silos stavano lavorando, si incendiò. Negli anni ottanta, sempre in Arkansas un altro Titan II perse del carburante che si incendiò, e la testata nucleare da 3 tonnellate venne sparata a qualche centinaio di metri (senza esplodere). Questo incidente segno l'inizio della fine per il Titan II. I 54 missili esistenti vennero sostituiti con 50 MX Peacekeeper a combustibile solido.

## Titan II

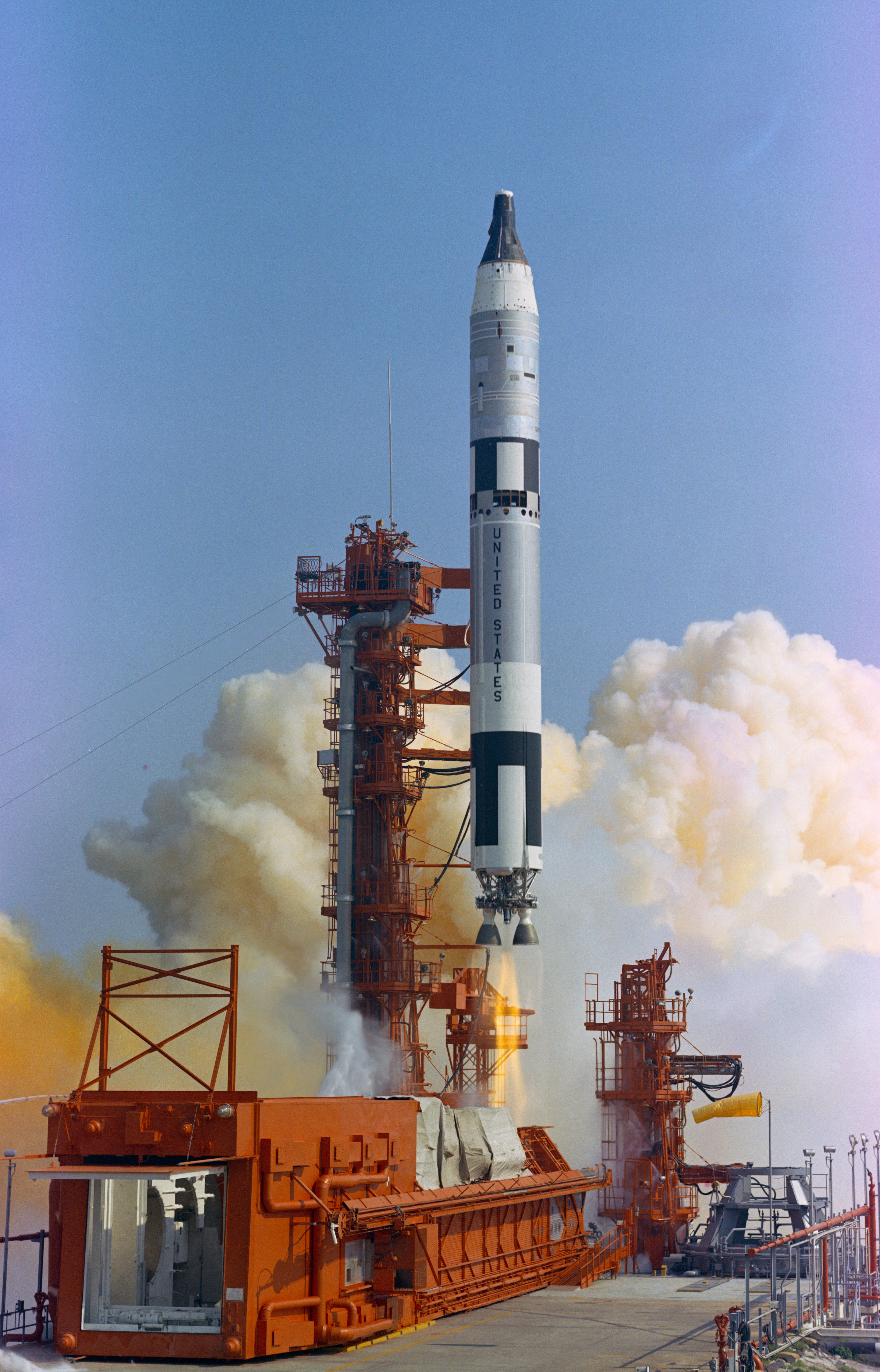
Un razzo Titan II del Programma Gemini durante il lancio

Il Titan II è stato utilizzato dall'U.S. Air Force dalla metà degli anni sessanta fino alla metà degli anni ottanta. Alla fine degli anni '80 alcuni dei Titan disattivati furono convertiti in lanciatori spaziali, per essere utilizzati dal governo statunitense e furono rinominati Titan 23G. L'ultimo di essi ha lanciato un satellite meteorologico DMSP da Vandenberg Air Force Base, in California, nel 2003. I Titan II sono anche stati usati per lanciare le capsule del programma Gemini, con astronauti a bordo.
I veicoli di lancio spaziale Titan II sono stati prodotti come lanciatori o sono stati ricavati dai ICBM che sono stati ristrutturati e dotati di hardware richiesto per l'utilizzo come razzi vettori. Tutte e 12 le capsule Gemini, sono state lanciate da lanciatori Titan II, rinominati in questo caso GLV (Gemini Launch Vehicle).
Il Titan II è un razzo a due stadi a propellente liquido, progettato per fornire una capacità di peso di piccole e medie dimensioni. È in grado di sollevare circa 1900 kg (4200 libbre) in un'orbita polare bassa (più difficile di una equatoriale perché non può essere geostazionaria), che con le capsule Gemini è aumentata a 3750 kg in orbita equatoriale bassa. La prima tappa è costituita da un motore a razzo a propellente liquido Aerojet LR-87 (con due camere di combustione e rispettivi ugelli ma un unico sistema a turbopompa), mentre il secondo stadio è costituito da un motore di nuovo a propellente liquido Aerojet LR91.
Alla metà degli anni ottanta, con la scorta di missili Atlas E e F ricondizionati che cominciarono a esaurirsi, la Air Force decise di riutilizzare i Titan II per lanci spaziali. Il gruppo Martin Marietta è stato aggiudicato con un contratto nel gennaio 1986 per ristrutturare, integrare e lanciare quattordici missili balistici Titan II per i requisiti di lancio dello spazio pubblico. L'Air Force ha lanciato con successo il primo veicolo di lancio spaziale Titan 23G dalla base aerea Vandenberg il 5 settembre 1988. Nel gennaio 1994 la navicella Clementine della NASA è stata lanciata a bordo di un Titan 23G. Il Titan 23G finì per essere meno di una misura di risparmio di quanto previsto, poiché la spesa per la ristrutturazione dei missili è risultata più alta del costo di volare con un più recente razzo Delta. A differenza dei missili Atlas riadattati, che sono stati completamente demoliti e ricostruiti, il Titan 23G ha avuto relativamente pochi cambiamenti oltre a sostituire i sistemi di guida inerziale con guida radio a terra e aggiungere pacchetti di sicurezza e telemetria di gamma. I motori furono semplicemente dotati di una breve scansione statica per verificarne la funzionalità. Tra i 13 lanci, c'è stato un fallimento, quando un lancio di un satellite Landsat nel 1993 si è concluso in un'orbita inutile a causa di un malfunzionamento del motore di calcio satellitare. Sono stati lanciati 282 Titan II tra il 1962 e il 2003, 25 dei quali usati in lanci spaziali.

## Titan III

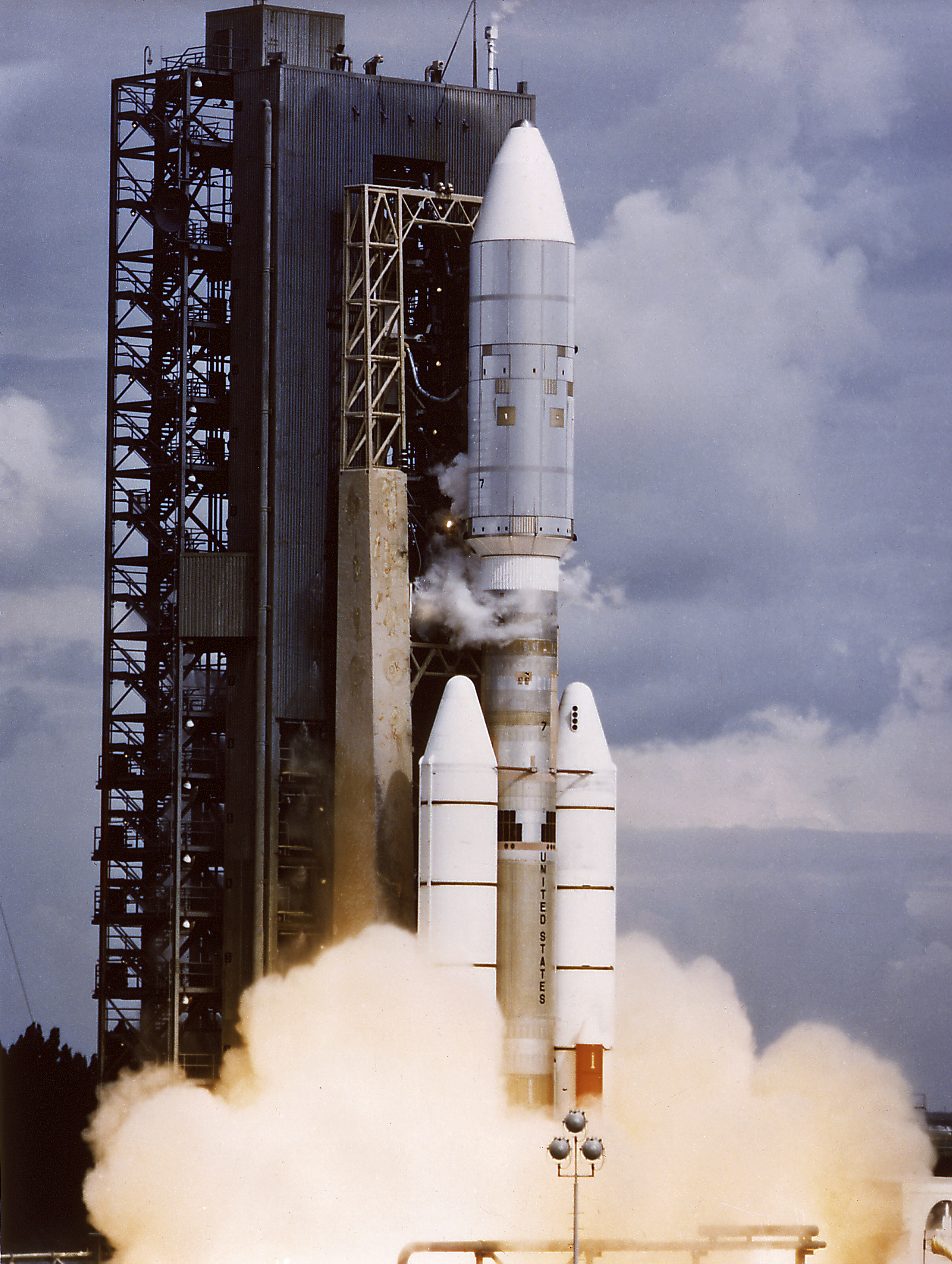
Un Titan-III Centaur lancia il Voyager 2.

Il Titan III è un Titan II allungato con razzi a propellente solido opzionali per aumentarne le prestazioni. Fu sviluppato dall'U.S. Air Force come un lanciatore per carichi pesanti, per essere utilizzato prevalentemente da carichi militari come satelliti spia e per comunicazioni militari. È anche stato usato dalla NASA per lanciare alcune sonde spaziali, tra cui quelle del programma Voyager
Il nucleo di Titan III era simile a Titan II, ma aveva alcune differenze:
- Pareti del serbatoio più spesse e lembi ablativi per sostenere il peso aggiunto dei livelli superiori
- Guida radio a terra al posto della guida inerziale sui missili balistici Titan II
- Pacchetto guida collocato sugli stadi superiori (se presente)
- Rimozione di retrorazzi e altri hardware non necessari da missile balistico
- Serbatoi del propellente leggermente più grandi nel secondo stadio per tempi di combustione più lunghi; da quando si sono espansi in uno spazio inutilizzato nel fascio avionico, la lunghezza effettiva del palco è rimasta invariata.

La famiglia Titan III utilizzava gli stessi motori base LR-87 di Titan II (con miglioramenti delle prestazioni nel corso degli anni), tuttavia le varianti dotate di booster avevano uno scudo termico su di esse come protezione dal loro scarico.

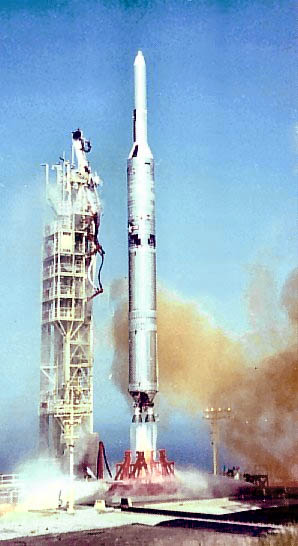
Titan 23B

Il Titan IIIA era un prototipo di razzo, che consisteva in un razzo Titan II standard con uno stadio superiore Transtage. Il Titan IIIA è stato utilizzato solo per quattro lanci, due nel 1964 e due nel 1965.
Il Titan IIIB con le sue diverse versioni (23B, 24B, 33B e 34B) aveva i primi due stadi da Titan III con uno stadio superiore Agena D. Questa combinazione è stata utilizzata per il lancio della serie di satelliti spia GAMBIT per la raccolta di informazioni. Sono stati tutti lanciati dalla Base Aerea di Vandenberg, in California, verso sud attraverso il Pacifico in orbite polari. La loro massa massima di carico utile era di circa 3.000 kg.
Il potente Titan IIIC utilizzava un razzo di base Titan III con due grandi booster a combustibile solido per aumentare la spinta del lancio, e quindi la massima capacità del carico utile. I booster a combustibile solido sviluppati per Titan IIIC rappresentavano un significativo progresso ingegneristico rispetto ai precedenti, a causa delle loro grandi dimensioni e spinta, e dei loro avanzati sistemi di controllo del vettore di spinta.
Il Titan IIID era un derivato del Titan IIIC, senza il segmento superiore, utilizzato per mettere i membri della serie di satelliti Key Hole da ricognizione nelle orbite basse.
Il Titan IIIE, quello con uno stadio superiore Centaur ad alto impulso specifico, è stato usato per lanciare diverse navicelle scientifiche, incluse entrambe le due sonde spaziali della Voyager della NASA su Giove, Saturno e oltre, ed entrambe le due missioni Viking da piazzare due orbiteri attorno a Marte e due terrestri strumentati sulla sua superficie.

## Titan IV

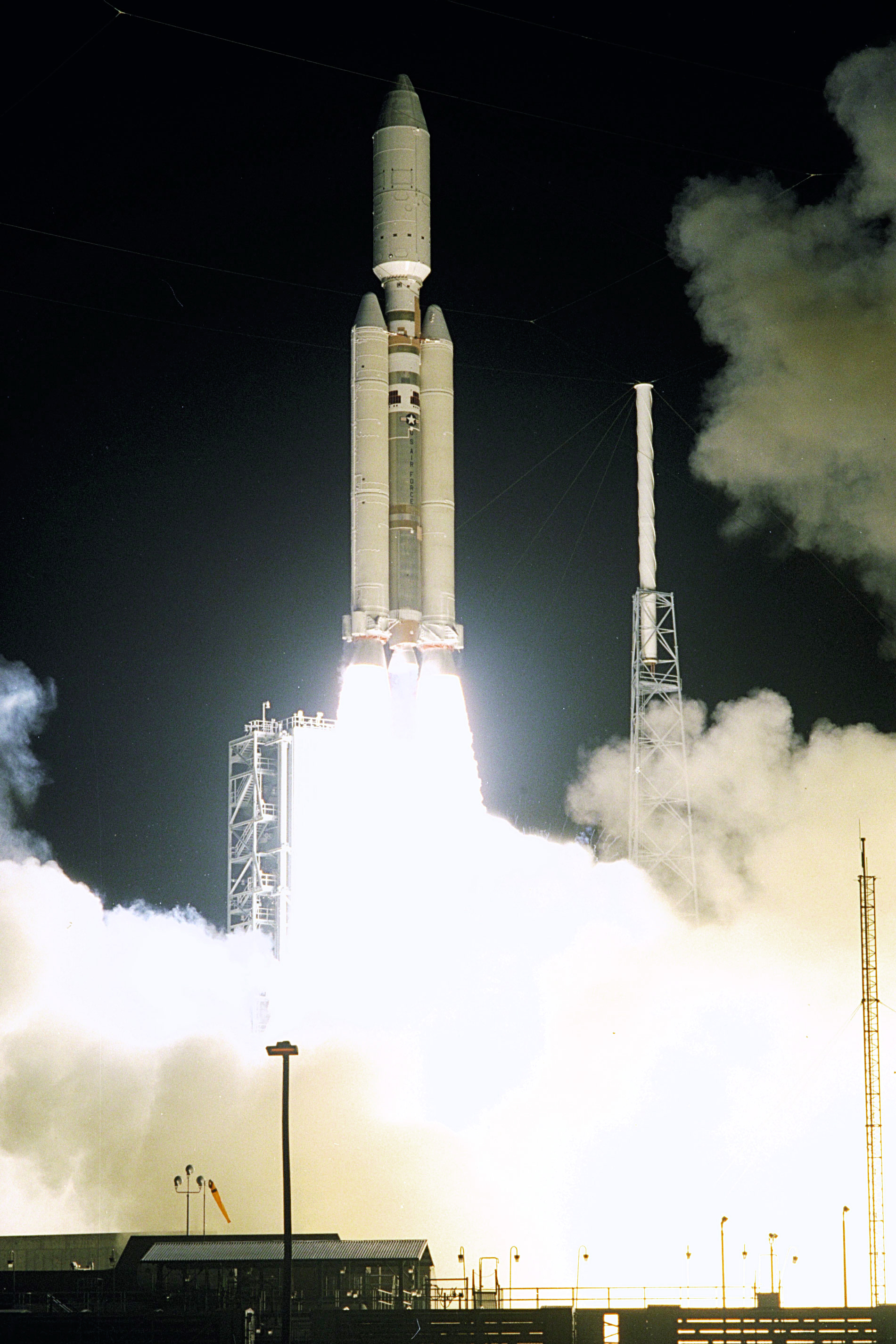
Titan IV per il lancio della sonda Cassini Huygens

Il Titan IV è un Titan III allungato, con razzi a combustibile solido obbligatori. È stato utilizzato quasi esclusivamente per incarichi militari, ma è stato anche usato per lanciare la sonda spaziale Cassini verso Saturno, dopo che il programma Shuttle-Centaur fu annullato a causa del disastro del Challenger. Il Titan IV, estremamente costoso, è stato per alcuni anni il più grande razzo in operazione.
Quando divenne disponibile, Titan IV era il più potente razzo senza equipaggio prodotto e usato dagli Stati Uniti, dato che il razzo Saturn V estremamente grande e potente non era più disponibile da alcuni anni. Tuttavia, il Titan IV era considerato piuttosto costoso da produrre e utilizzare. Nel momento in cui Titan IV divenne operativo, i requisiti del Dipartimento della Difesa e dell'Organizzazione per il lancio di satelliti si ridussero a causa dei miglioramenti nella longevità dei satelliti da ricognizione, a cui si aggiunse la declinante minaccia straniera per la sicurezza degli Stati Uniti che seguì la disintegrazione interna dell'Unione Sovietica.

## Stato attuale del progetto
La famiglia dei razzi Titan è arrivata al suo termine in quanto obsoleta. L'elevato costo dovuto all'utilizzo di Idrazina e Tetraossido di diazoto, unito alla particolare gestione di questi elementi causata dalla loro tossicità è diventato eccessivo rispetto ad altre combinazioni. Per questi motivi l'azienda proprietaria della linea Titan (la Lockheed Martin) ha deciso di sviluppare la serie dei razzi Atlas invece dei Titan. L'ultimo razzo Titan è stato lanciato il 19 ottobre 2005.
|                                       | Titan I                | Titan II                               | Titan III             | Titan IVA                    | Titan IVB                     |
| Stadio 0:                             | Stadio 0:              | Stadio 0:                              | Stadio 0:             | Stadio 0:                    | Stadio 0:                     |
| ------------------------------------- | ---------------------- | -------------------------------------- | --------------------- | ---------------------------- | ----------------------------- |
| Motori                                |                        |                                        | Solid Rocket Motors   | Solid Rocket Motors          | Solid Rocket Motors           |
| Spinta                                |                        |                                        |                       |                              | 1 700 000 lbf (3 114 kN) each |
| Tempo di funzionamento                |                        |                                        |                       |                              |                               |
| Carburante                            |                        |                                        |                       |                              | 88% HTP                       |
| Stadio 1:                             |                        |                                        |                       |                              |                               |
| Motori                                | 1 × LR87-AJ-3          | 1 × LR87-AJ-5                          | 1 × LR87-AJ-11        | 1 × LR87-AJ-11               | 1 × LR87-AJ-11                |
| Spinta                                | 300 000 lbf (1 334 kN) | 430 000 lbf (1 913 kN)                 |                       | 511 200 lbf (2 273 kN) media | 511 200 lbf (2 273 kN) media  |
| Tempo di funzionamento                | 140 s                  |                                        |                       |                              |                               |
| Carburante                            | RP-1/LOX               | A-50 hydrazine/N204                    | A-50/N204             | A-50/N204                    | A-50/N204                     |
| Stadio 2:                             |                        |                                        |                       |                              |                               |
| Motori                                | 1 × LR91-AJ-3          | 1 × LR91-AJ-5                          | 1 × LR91-AJ-11        | 1 × LR91-AJ-11               | 1 × LR91-AJ-11                |
| Spinta                                | 80 000 lbf (356 kN)    | 100 000 lbf (445 kN)                   |                       | 106 150 lbf (472 kN) average | 106 150 lbf (472 kN) average  |
| Tempo di funzionamento                | 155 s                  |                                        |                       |                              |                               |
| Carburante                            | RP-1/LOX               | A-50 hydrazine/N204                    | A-50/N204             | A-50/N204                    | A-50/N204                     |
| Carico utile in orbita bassa          | 4 000 lb (1 800 kg)    | 8 250 lb (3 750 kg) capsula Gemini     | 23 000 lb (10 400 kg) | 39 100 lb (18 000 kg)        | 47 800 lb (21 700 kg)         |
| Carico utile in orbita geostazionaria |                        | 500 lb (227 kg) Clementine Lunar Probe |                       | 10 000 lb (4,500 kg)         | 12 700 lb (5,800 kg)          |